# دنی بارتلی
دنی بارتلی (انگلیسی: Danny Bartley؛ زادهٔ ۳ اکتبر ۱۹۴۷) بازیکن فوتبال اهل بریتانیا است.
از باشگاه‌هایی که در آن بازی کرده‌است می‌توان به باشگاه فوتبال بریستول سیتی، باشگاه فوتبال سوانزی سیتی، و باشگاه فوتبال هرفورد یونایتد اشاره کرد.